# إيغور ميجاجلوفيتش
إيغور ميجاجلوفيتش مواليد 3 يوليو 1984 في بلغراد، هو لاعب كرة سلة صربي. بدأ مسيرته الاحترافية في سنة 2004. يلعب مع نادي سيبيو لكرة السلة في الدوري الروماني لكرة السلة كلاعب هجوم خلفي. يحمل الرقم 16.

## المسيرة الاحترافية
لعب مع نادي ميغا لكرة السلة في موسم 2007–2008، ثم لعب مع نادي هوبسي بولزلا لكرة السلة في موسم 2010–2011، ثم لعب مع إم زد تي سكوبيه في موسم 2011–2012، ثم لعب مع كاربوش سوكولي في موسم 2014–2015، ثم لعب مع نادي سيبيو لكرة السلة في سنة 2015.

## الإنجازات
- إم زد تي سكوبيه
  - الدوري المقدوني لكرة السلة - 2012
    - كأس مقدونيا لكرة السلة - 2012

## روابط خارجية
- إيغور ميجاجلوفيتش على موقع كرة السلة الأوروبية.كوم (الإنجليزية)
- إيغور ميجاجلوفيتش على موقع ريلجم (الإنجليزية)
- إيغور ميجاجلوفيتش على موقع بروبوليرز (الإنجليزية)